# Мішель Франко
Міше́ль Фра́нко (ісп. Michel Franco, 28 серпня 1979 року, м. Мехіко) — мексиканський кінорежисер, сценарист і продюсер. Найбільш відомий його фільм «Після Люсії», який отримав нагороду «Особливий погляд» на Каннському кінофестивалі 2012 року.
Фільми Мішеля Франко зазвичай присвячені темі мексиканських неблагополучних сімей. Його фільм 2020 року Новий порядок викликав різку реакцію через звинувачення в расизмі по відношенню до нижчих класів в Мексиці. У відповідь на критику Франко довелося принести публічні вибачення в соціальних мережах.
Хоча багато хто з його фільмів були погано прийняті мексиканськими критиками і публікою, Франко отримав декілька нагород на кінофестивалях, у Каннах, Венеції і Сан-Себастьяні.

## Кар'єра
Мішель Франко почав свою кар'єру, знімаючи короткометражні фільми після закінчення навчання в галузі засобів масової інформації. У 2001 році він випустив фільм Cuando seas GRANDE в рамках антикорупційної кампанії; фільм був показаний в 500 кінотеатрах Мексики. У 2003 році він представив свій короткометражний фільм Entre dos, який отримав головний приз на фестивалі в Уескі і нагороду за кращий короткометражний фільм на Дрезденському фестивалі. В цей же період він знімав рекламні ролики та відеокліпи зі своєю продюсерською компанією Pop Films.
У 2009 році «Даніель і Ана», його перший повнометражний фільм, був відібраний для участі в «Двотижневику режисерів» в Каннах; згодом фільм брав участь в декількох міжнародних фестивалях і був поширений в Мексиці, Іспанії, Франції та США.
У 2012 році Другий повнометражний фільм Мішеля в якості режисера, «Після Люсії», отримав премію «Особливий погляд» на Каннському фестивалі.
У 2014 році Франко зняв свій третій повнометражний фільм A los ojos разом зі своєю сестрою Вікторією. Драма розповідає про мати-одиночку соціального працівника, яка всіма силами намагається позбавити свого сина від захворювання очей. За винятком виконавиці головної ролі Моніки Дель Кармен, акторський ансамбль складався з молодих акторів-аматорів, які живуть на вулицях. Серед іншого, фільм зачіпає такі питання, як життя бездомних в Мехіко.
У 2015 році Франко віступає у якості продюсера фільму «600 миль» (режисер Габріель Ріпштейн), який отримав приз за кращий дебют на Берлінському кінофестивалі. У тому ж році він виступив продюсером фільму «Здалеку» (режисер Лоренцо Віґас), який отримав «Золотого лева» на Венеційському кінофестивалі.
Франко також привернув увагу ширшої міжнародної аудиторії в 2015 році, знявши свій перший англомовний повнометражний фільм «Хронік». Драма про медбрата у виконанні Тіма Рота, який віддано супроводжує трьох смертельно хворих пацієнтів в останні тижні їх життя, принесла режисерові перше запрошення до конкурсної програми Каннського кінофестивалю, а також похвалу критиків. Журі Каннського фестивалю присудило фільму приз за найкращий сценарій. Фільм був натхненний близькими стосунками смертельно хворої бабусі Франко з її доглядальницею. Фільм і виконавець головної ролі, Тім Рот були пізніше номіновані на американську незалежну премію Spirit Award. Франко повернувся до Мексики і іспаномовне кіно у 2017 році з сімейною драмою «Доньки Абріль»(2017). На головну роль була запрошена відома іспанська актриса Емма Суарес, яка несподівано стикається з вагітністю своєї 17-річної дочки, зіграної в фільмі Аною Валерією Бекерріль. Цей фільм отримав спеціальний приз журі в секції «Особливий погляд» на Каннському фестивалі.
У 2019 його продюсерська компанія Lucia Films змінює партнерів. Мішель об'єднується з Лоренцо Віґас, і виробнича компанія змінює назву на Teorema. Першим фільмом після зміни назви стає «Робоча сила» — дебютна робота режисера Давида Зонана. Світова прем'єра фільму відбулася на кінофестивалі в Торонто, а європейська — в офіційній програмі кінофестивалю у Сан-Себастьяні.
У 2020 році на Венеційському кінофестивалі відбулася прем'єра сьомого фільму Мішеля Франка «Новий порядок». Фільм був удостоєний Гран-прі журі «Срібний лев» і призу Leoncino D'Oro, що вручається молодіжним журі фестивалю. Міжнародна преса високо оцінила фільм після його прем'єри в вересні. Мексиканська преса також відзначила роботу Мішеля. Кінокритик Леонардо Гарсія Цао назвав Новий порядок «найбільш амбітною річчю, яку Франко зробив на той момент, і тривога, яку він викликає, свідчить про його ефективності».

## Фільмографія
| Рік  | Фільм         | Роль    | Роль      | Роль     |
| Рік  | Фільм         | Режисер | Сценарист | Продюсер |
| ---- | ------------- | ------- | --------- | -------- |
| 2003 | Entre dos     | Так     | Так       | Так      |
| 2009 | Даніель і Ана | Так     | Так       | Так      |
| 2012 | Після Люсії   | Так     | Так       | Так      |
| 2013 | A los ojos    | Так     | Так       | Так      |
| 2014 | Princesa      | Ні      | Ні        | Так      |
| 2014 | Borde         | Ні      | Ні        | Так      |
| 2014 | Reconciliados | Ні      | Ні        | Так      |
| 2015 | Хронік        | Так     | Так       | Так      |
| 2015 | Здалеку       | Ні      | Ні        | Так      |
| 2015 | 600 миль      | Ні      | Ні        | Так      |
| 2017 | Доньки Абріль | Так     | Так       | Так      |
| 2020 | Новий порядок | Так     | Так       | Так      |
| 2021 | Захід сонця   | Так     | Так       | Так      |

## Нагороди та номінації
| Список нагород та номінацій                | Список нагород та номінацій | Список нагород та номінацій           | Список нагород та номінацій | Список нагород та номінацій |
| Кінофестиваль / Кінопремія                 | Рік                         | Категорія                             | Фільм                       | Результат                   |
| ------------------------------------------ | --------------------------- | ------------------------------------- | --------------------------- | --------------------------- |
| Каннський кінофестиваль                    | 2009                        | Золота камера                         | Даніель і Ана               | Номінація                   |
| Каннський кінофестиваль                    | 2012                        | Особливий погляд                      | Після Люсії                 | Перемога                    |
| Каннський кінофестиваль                    | 2015                        | Золота пальмова гілка                 | Хронік                      | Номінація                   |
| Каннський кінофестиваль                    | 2015                        | Приз за найкращий сценарій            | Хронік                      | Перемога                    |
| Каннський кінофестиваль                    | 2017                        | Особливий погляд                      | Доньки Абріль               | Номінація                   |
| Каннський кінофестиваль                    | 2017                        | Приз Журі Особливий погляд            | Доньки Абріль               | Перемога                    |
| Міжнародний кінофестиваль у Чикаго         | 2009                        | «Золотий Г'юго»                       | Даніель і Ана               | Номінація                   |
| Міжнародний кінофестиваль у Чикаго         | 2012                        | «Золотий Г'юго»                       | Після Люсії                 | Номінація                   |
| Міжнародний кінофестиваль у Чикаго         | 2012                        | Спеціальний Приз Журі «Срібний Г'юго» | Після Люсії                 | Перемога                    |
| Міжнародний кінофестиваль у Чикаго         | 2015                        | «Золотий Г'юго»                       | Хронік                      | Номінація                   |
| Міжнародний кінофестиваль у Чикаго         | 2020                        | «Золотий Г'юго»                       | Новий порядок               | Номінація                   |
| Венеційський кінофестиваль                 | 2020                        | Золотий лев                           | Новий порядок               | Номінація                   |
| Венеційський кінофестиваль                 | 2020                        | Гран-прі журі                         | Новий порядок               | Перемога                    |
| Венеційський кінофестиваль                 | 2020                        | Премія Leoncino dOro Agiscuola        | Новий порядок               | Перемога                    |
| Міжнародний кінофестиваль у Сан-Себастьяні | 2012                        | Премія "Горизонти" - Особлива згадка  | Після Люсії                 | Перемога                    |
| Міжнародний кінофестиваль у Сан-Себастьяні | 2015                        | Премія Горизонти                      | Хронік                      | Номінація                   |
| Міжнародний кінофестиваль у Сан-Себастьяні | 2017                        | Премія Горизонти                      | Доньки Абріль               | Номінація                   |
| Міжнародний кінофестиваль у Сан-Себастьяні | 2020                        | Приз глядацьких симпатій              | Новий порядок               | Номінація                   |
| Стокгольмський міжнародний кінофестиваль   | 2012                        | Бронзовий кінь: найкращий фільм       | Після Люсії                 | Номінація                   |
| Стокгольмський міжнародний кінофестиваль   | 2020                        | Нагорода впливу                       | Новий порядок               | Перемога                    |
| Премія «Хосе Марія Форке»                  | 2018                        | Найкращий латиноамериканський фільм   | Доньки Абріль               | Номінація                   |
| Премія «Хосе Марія Форке»                  | 2021                        | Найкращий латиноамериканський фільм   | Новий порядок               | Перемога                    |